# Diocesi di Incheon
La diocesi di Incheon (in latino Dioecesis Inchonensis) è una sede della Chiesa cattolica in Corea suffraganea dell'arcidiocesi di Seul. Nel 2023 contava 525.100 battezzati su 4.408.509 abitanti. È retta dal vescovo John Baptist Jung Shin-chul.

## Territorio
La diocesi comprende le città di Incheon, Gimpo, Bucheon, Siheung (in parte) e Ansan nella provincia di Gyeonggi in Corea del Sud.
Sede vescovile è la città di Incheon, dove si trova la cattedrale di San Paolo, nota come cattedrale di Dapdong, dal quartiere in cui sorge.
Il territorio è suddiviso in 130 parrocchie.

## Storia
Il vicariato apostolico di Incheon fu eretto il 6 giugno 1961 con la bolla Coreanae nationis orae di papa Giovanni XXIII, ricavandone il territorio dal vicariato apostolico di Seul (oggi arcidiocesi).
Il 10 marzo 1962 il vicariato apostolico è stato elevato a diocesi con la bolla Fertile Evangelii semen dello stesso papa Giovanni XXIII.

## Cronotassi dei vescovi
Si omettono i periodi di sede vacante non superiori ai 2 anni o non storicamente accertati.
- William John McNaughton, M.M. † (6 giugno 1961  - 25 aprile 2002 ritirato)
- Boniface Choi Ki-San † (25 aprile 2002 succeduto - 30 maggio 2016 deceduto)
- John Baptist Jung Shin-chul, dal 10 novembre 2016

## Statistiche
La diocesi nel 2023 su una popolazione di 4.408.509 persone contava 525.100 battezzati, corrispondenti all'11,9% del totale.
| anno | popolazione | popolazione | popolazione | presbiteri | presbiteri | presbiteri | presbiteri                | diaconi | religiosi | religiosi | parrocchie |
| anno | battezzati  | totale      | %           | numero     | secolari   | regolari   | battezzati per presbitero | diaconi | uomini    | donne     | parrocchie |
| ---- | ----------- | ----------- | ----------- | ---------- | ---------- | ---------- | ------------------------- | ------- | --------- | --------- | ---------- |
| 1970 | 54.983      | 951.662     | 5,8         | 29         | 10         | 19         | 1.895                     |         | 28        | 95        | 17         |
| 1980 | 79.290      | 1.491.484   | 5,3         | 50         | 28         | 22         | 1.585                     |         | 39        | 167       | 33         |
| 1990 | 202.562     | 2.709.130   | 7,5         | 85         | 52         | 33         | 2.383                     |         | 62        | 329       | 56         |
| 1999 | 327.866     | 3.553.613   | 9,2         | 141        | 100        | 41         | 2.325                     |         | 65        | 464       | 72         |
| 2000 | 340.008     | 3.609.282   | 9,4         | 157        | 110        | 47         | 2.165                     |         | 78        | 479       | 77         |
| 2001 | 353.219     | 3.674.009   | 9,6         | 165        | 120        | 45         | 2.140                     |         | 85        | 509       | 80         |
| 2002 | 363.681     | 3.657.511   | 9,9         | 167        | 128        | 39         | 2.177                     |         | 75        | 525       | 81         |
| 2003 | 372.213     | 3.686.925   | 10,1        | 177        | 134        | 43         | 2.102                     |         | 92        | 504       | 85         |
| 2004 | 375.313     | 3.753.748   | 10,0        | 181        | 138        | 43         | 2.073                     |         | 87        | 523       | 90         |
| 2006 | 397.256     | 4.240.000   | 9,4         | 200        | 168        | 32         | 1.986                     |         | 152       | 520       | 102        |
| 2013 | 465.496     | 4.516.050   | 10,3        | 293        | 247        | 46         | 1.588                     |         | 138       | 631       | 118        |
| 2016 | 496.364     | 4.361.610   | 11,4        | 309        | 259        | 50         | 1.606                     |         | 135       | 632       | 122        |
| 2019 | 517.105     | 4.433.292   | 11,7        | 345        | 290        | 55         | 1.498                     |         | 113       | 628       | 127        |
| 2021 | 522.320     | 4.401.357   | 11,9        | 358        | 295        | 63         | 1.458                     |         | 95        | 574       | 129        |
| 2023 | 525.100     | 4.408.509   | 11,9        | 373        | 308        | 65         | 1.407                     |         | 106       | 586       | 130        |